# Der Mensch und die Natter

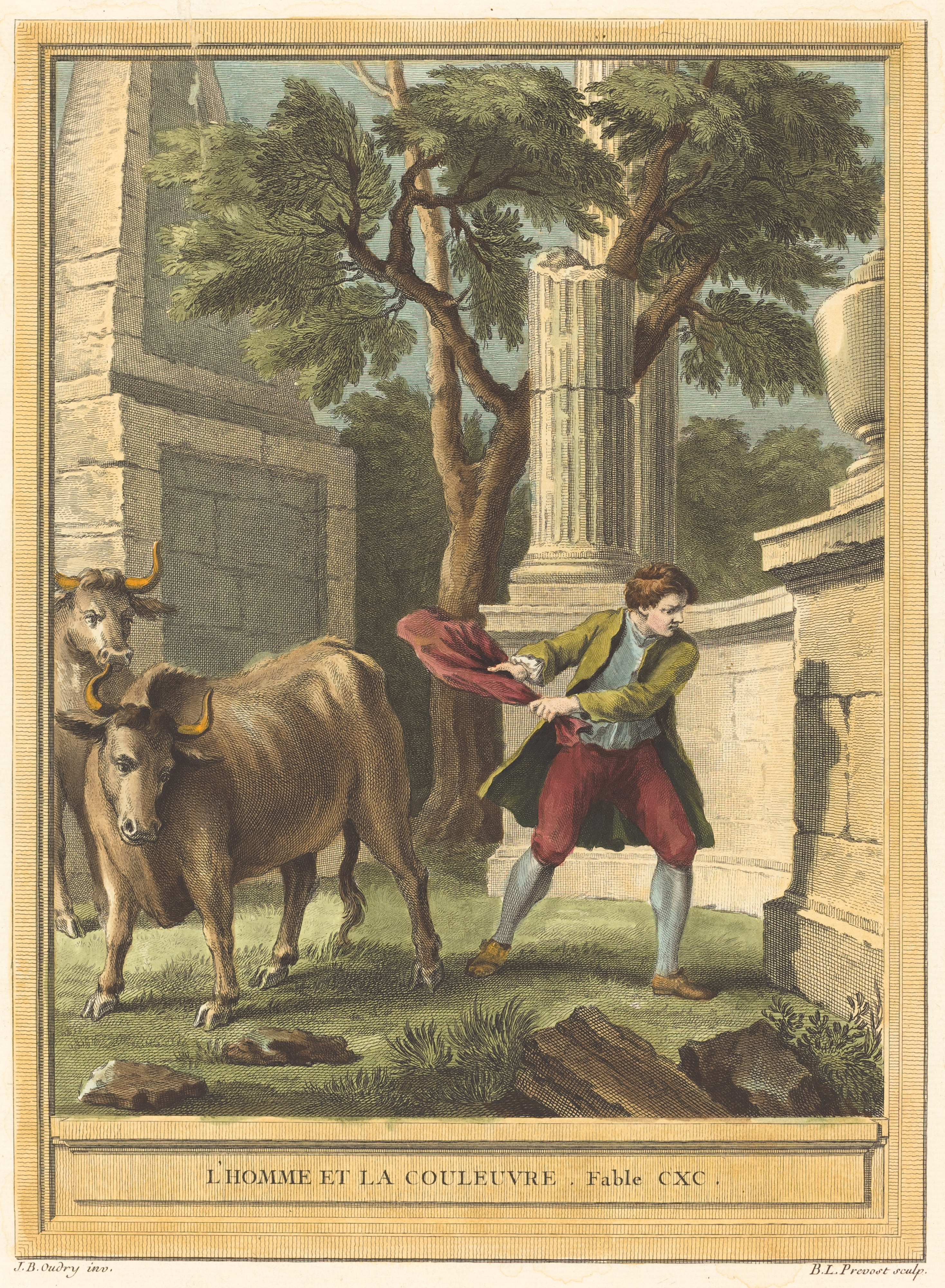
Benoît-Louis Prévost nach Jean-Baptiste Oudry, L’homme et la Couleuvre, 1759

Der Mensch und die Natter (französisch L’Homme et la Couleuvre) ist eine Fabel des französischen Dichters Jean de La Fontaine, die er 1678 erstmals veröffentlichte. L’Homme et la Couleuvre ist die auffälligste aus einer Reihe seiner Fabeln, in denen er die Verdienste der Tiere diskutiert und sie ausdrücklich mit den Unzulänglichkeiten der Menschen vergleicht. Literaturwissenschaftler sehen in dieser Geschichte eine Aufarbeitung der Fabel Das Lamm und der Wolf. La Fontaine zeichnet ein ganz anderes Bild von der sprichwörtlich „falschen Schlange“, wie sie etwa in der indischen Panchatantra-Dichtung dargestellt wird, wo sie den Menschen töten will, nachdem er sie vor dem sicheren Tod gerettet hatte. Der Literaturhistoriker Adolf Laun schrieb 1877: „Die ganze Fabel ist ein Meisterstück der Charakteristik des entsprechenden sprachlichen Ausdrucks und des lebendig malerischen Rhythmus.“

## Inhalt
Ein Mensch begegnet einer Natter. Er fängt sie, steckt sie in einen Sack und sagt zu ihr, dass er sie töten werde, weil sie ein Symbol des Undanks sei und ihr Tod stelle sicher, dass sie ihm kein Leid zufüge. Die Natter entgegnet, dass der Mensch sich selber anklage, wie seine Taten bezeugen.
Der Mensch antwortet, was die Schlange sage, sei falsch. Außerdem sei es nur ihm vorbehalten, über andere zu richten und zu verfügen. Doch will er eine dritte Meinung einholen. Eine Kuh, die in der Nähe ist, wird zu ihrer Ansicht befragt. Die Kuh gibt der Natter recht, denn der Mensch beute auch sie aus und misshandle sie. Der Mensch sagt daraufhin, die Kuh habe ihren Verstand verloren. Auch ein Ochse und ein Baum, die befragt werden, bestätigen, dass der Mensch sie nur ausnutze und übel behandle.
Der Mensch will dennoch das Recht des Stärkeren wahren und auf „dieses Pack“ nicht hören. Er schlägt die Schlange im Sack gegen die Wand, bis sie tot ist. Die Moral der Fabel fasst zusammen:
So ist es bei den Großen auch:

Gründe verletzen sie, da in dem Wahn sie stecken,

Mensch und Thier, Alles sei für sie nur zum Gebrauch,

Schlangen auch.

Den Mund aufthun vor solchem Gauch

Ist thöricht. Doch was thun, als Kluger sich zu zeigen?

Von Weitem reden oder schweigen.

## Analyse
La Fontaines Verse sind von boshafter Naivität, wenn er schreibt „C’est le Serpent que je veux  dire,/ Et non l’Homme: on pourrait aisément s’y tromper“ (Ich spreche nämlich von der Schlange, leicht könnte man es missverstehen) oder „Ces paroles firent arrêter l’autre“, wobei er mit „l’autre“ (der andere) den Menschen mit seinen tierischen Gesprächspartnern gleichsetzt. Mit der Beschimpfung der Kuh, sie habe den Verstand verloren, spielt La Fontaine auf seinen Disput mit dem Philosophen René Descartes an, der in seinem Discours de la méthode den Tieren das Denken abgesprochen hatte. La Fontaines Tiere sind sich einig, dass das Verhalten des Menschen unverzeihlich sei und er sie gnadenlos ausbeute. Der Dichter fügt seinerseits als Erzähler noch sarkastische Kommentare hinzu („l’animal pervers“), welche die totale Enttäuschung über die menschliche Art offenbaren. La Fontaine kehrt Descartes’ Theorie um, indem er der Kuh, dem Ochsen und dem Baum Persönlichkeit verleiht und ein Urteilsvermögen bestätigt. Durch das Erschlagen der Schlange wird scheinbar die gewaltsame anthropozentrische Ordnung wieder hergestellt, doch der Akt untermauert nur auf ironische Weise La Fontaines Widerspruch zum Cartesianismus und dessen Vorläufern.
Wie die Fabel von dem Wolf und dem Lamm schildert auch diese Fabel die tyrannische Unterdrückung der Schwächeren durch die Mächtigen, die sich selbst rechtfertigen. Die thematisch gemeinsame Grundlage der beiden Fabeln unterscheidet sich in La Fontaines Version in mehreren Punkten. Einerseits ist die Schlange keine absolute Verkörperung einer moralischen Idee. Die Schlange im Kontext von „Mensch und Natter“ steht nicht in gleicher Weise für das Schlechte und Verwerfliche wie das Lamm im Kontext von „Wolf und Lamm“ für das Gute und Tadellose. Das Wesen der sprichwörtlich „falschen Schlange“, wie in der indischen Panchatantra-Dichtung dargestellt, lässt La Fontaine in seiner Version aus. Dafür versetzt er die Schlange, die üblicherweise als Verkörperung aller schädlichen Geschöpfe gilt, in den Status der unschuldigen Opfer. Ein weiterer Unterschied betrifft die Art des Streits zwischen den Protagonisten. In Wolf und Lamm geht es um Eigentumsrechte, denn der Wolf beschuldigt das Lamm, Wasser aus seinem Bach zu trinken. Bei Mensch und Natter geht es um gesellschaftliche Verträge, wie die Kuh, der Ochse und der Baum durch Begriffe der Handelssprache zeigen („pour recompenser“ [als Bezahlung], „pour salaire“ [für Lohn], „loyer“ [als Belohnung]), während sie den Menschen anklagen. Die angedeuteten Vertragsverletzungen lassen daher an mehr als nur die Undankbarkeit des Menschen gegenüber anderen denken. Da er mit der Schlange keine solche Vereinbarung getroffen hat, ist seine Entscheidung, das Biest schließlich zu töten, kein Akt der Undankbarkeit, sondern reine Willkür. Außerdem erwecken beide Fabeln den Eindruck eines höfischen Milieus. Redete bei Wolf und Lamm das Schäfchen den Wolf mit „Majestät“ und „Sire“ an, sind es bei Mensch und Natter ganz allgemein „les grands“ (die Großen).